# Región Centro-Este
La región Centro-Este es una de las 13 regiones administrativas de Burkina Faso. Tiene una población de 1 132 016 personas (2006). Su capital es la ciudad de Tenkodogo. Tres son las provincias que conforman la región - Boulgou, Koulpélogo y Kouritenga.
- Datos: Q543006
- Multimedia: Centre-Est (Burkina Faso) / Q543006